# Танагра-потрост оливкова
Тана́гра-потрост оли́вкова (Mitrospingus oleagineus) — вид птахів ряду горобцеподібних. Птахи середнього розміру, трохи крупніші спорідненої темнощокої танагри-потрост, з тьмяним непримітним сіро-оливковим оперенням і темно-сірою маскою, що заходить на чоло і боки голови. Ареал оливкової танагри-потрост обмежений вологими лісами і їхніми околицями на схилах гір або тепуїв на території Венесуели, Ґаяни та Бразилії. Птахи зазвичай зустрічаються в зрілих або старих тінистих вторинних лісах, рідше — на межі лісу. Харчуються комахами, фруктами і ягодами переважно в підліску і нижньому ярусі лісу. Особливості розмноження оливкової танагри-потрост вивчені дуже слабо.
Вид було описано Осбертом Селвіном 1886 року. Міжнародна спілка орнітологів відносить оливкову танагру-потрост до роду танагр-потрост і виділяє два підвиди. На початку XXI століття танагри-потрост, зелені танагри і червонодзьобі танагри було виділено до родини Mitrospingidae.

## Опис
Птах середнього розміру з тілом 19 см завдовжки і масою 35,5–46 г. Оперення тьмяне і непримітне. Статевий диморфізм виражений слабо. В описі Селвіна у підвида Mitrospingus oleagineus oleagineus довжина крила становить 95–96 мм, хвоста — 87–89 мм, дзьоба — 17–18 мм. Згідно з американським орнітологом Джоном Тоддом Зіммером, який описав підвид Mitrospingus oleagineus obscuripectus, розміри обох підвидів оливкової танагри-потрост схожі. У самців підвиду M. o. obscuripectus довжина крила становить 91–94 мм, хвоста — 84–86 мм, дзьоба — 21,5–22,5 мм, передплесна — 26 мм; у самиць — 91 мм, 82 мм, 21 мм і 25,5 мм відповідно. Оливкова танагра-потрост крупніша за темнощоку.
Оперення на обличчі оливкової танагри-потрост утворює маску: темно-сіру на лобі і з боків голови, трохи світлішу на горлі і на шиї спереду. На решті частини голови і на спині оперення темно-оливкове. Крила досить короткі і округлі. Покривне пір'я крила, другорядні і третьорядні махові пера трохи темніші, аніж пір'я на спині, вони відрізняються ширшою лимонно-жовтою смугою. Першорядних махових пір'їн дев'ять. За їхнім зовнішнім краєм, а також за краєм першорядного покривного пір'я, проходить вузька сіра смуга. Саме пір'я, як і пір'я хвоста, — темне. Хвіст довгий і округлий. Оперення знизу оливково-жовте, світліше на череві. Підвид M. o. obscuripectus відрізняється від номінативного темнішим й оливковим оперенням зверху і з боків та зеленішим оперенням знизу. Молоді птахи мають тьмяніше однотонне оперення, вони не мають сірої маски. У порівнянні з темнощокою танагрою-потрост маска на обличчі свинцево-сіра, а не чорна, горло світліше; покривне пір'я і другорядне махове пір'я не сірувато-оливкові, а жовтіші, так само як й оперення знизу. Пір'я з внутрішньої сторони крила світло-сіре з жовтими краями, а не сірувато-оливкове, як у темнощокої танагри-потрост.
Райдужка очей сіра, в описі Зіммера — коричнева, у молодих птахів — буро-сіра. Дзьоб відносно тонкий: наддзьобок темний, а піддзьобок блідо-сизий. Ноги темно-сірі.
Вокалізація оливкової танагри-потрост звучить як короткі сигнали «звііі-іт?» або «звііі-ір-іт?». Вони повторюються з інтервалом в 1–3 секунди, одночасно може співати кілька птахів. Окрім них, птахи видають високе і тонке «сіііп», протяжне «сіііііік», деркотливе «пззззз, пззззз…», а також «тік-тік-тік». Вони часто видають ці звуки під час пошуку їжі, але так як самі сигнали досить слабкі і чутні тільки на близькій відстані, то оливкові танагри-потрост здаються дуже тихими.

## Поширення
Ареал оливкової танагри-потрост обмежений вологими лісами і їхніми околицями на схилах гір або тепуїв. Птахи зустрічаються у Венесуелі, Ґаяні та Бразилії. Площа ареалу становить близько 39 100 км². Ареал оливкової танагри-потрост не перетинається з ареалом спорідненої темнощьокої танагри-потрост, що населяє густі чагарники й узлісся на Карибському узбережжі в південній частині Центральної Америки та в передгір'ях Анд на північному заході Південної Америки.
Оливкова танагра-потрост зустрічається в зрілих або старих тінистих вторинних лісах, рідше її можна зустріти на межі лісу. В горах С'єрра-де-Лема птахів спостерігали в зрілих лісах і в густих низькорослих вторинних лісах, що містять представників роду меластома (Melastoma) та зростають на білому піщаному ґрунті. Цей вид заселяє райони на висоті 900–1800 метрів над рівнем моря. У найбільш дощові місяці є можливими висотні міграції, коли оливкова танагра-потрост переміщаються на нижчі висоти, але в цілому вважається, що вони ведуть осілий спосіб життя.
Підвид M. o. obscuripectus мешкає горами С'єрра-де-Лема і в області Гран-Сабана (за винятком району гори Рорайма), в південно-східній частині штату Болівар на південному сході Венесуели, в Бразилії на горі Уей (ісп. Uei-tepui). Уперше підвид було виявлено 27 червня 1944 року на горі Птарі (англ. Mount Ptari-tepui) на висоті 1600 м над рівнем моря. Зіммер особливо відзначив, що відсутність птахів на сусідній Ауянтепуй може бути пов'язано з великою пожежею, яка майже знищила тропічний ліс на висоті понад 1100 м. Підвид M. o. oleagineus мешкає в околицях гори Рорайма на крайньому південному сході Венесуели і на горі Твек-квей (англ. Mount Twek-quay), розташованої на території сусідньої Ґаяни, можливо, також зустрічається в Бразилії схилами тепуїв.
Незважаючи на обмежений ареал, чисельність виду залишається стабільною, за іншими даними — знижується. Міжнародний союз охорони природи відносить оливкову танагру-потрост до видів в найменшій загрозі (LC). У Венесуелі значна частина її ареалу розташована на території національного парку Канайма, який залишається недоторканим через слабку заселеність регіону людьми. За винятком спорадичного локального видобування золота й алмазів, місцевість, якою мешкає оливкова танагра-потрост, майже не піддається антропогенному впливу, і в короткостроковій перспективі малоймовірно, що вид зіткнеться з якимись погрозами чисельності.

## Харчування
Основу раціону оливкової танагри-потрост, як і інших представників родини, складають комахи і фрукти, особливо ягоди представників родин меластомові (Melastomataceae).
Птахи добувають їжу в підліску, нижче середнього ярусу лісу, але іноді можуть підніматися на висоту до 15 метрів. Вони тихо і методично обшукують підлісок, підстрибуючи і вдивляючись в листя. Зазвичай знімають їжу з листя під час коротких незграбних стрибків, інколи, аби схопити здобич, роблять складні рухи. Можуть шукати здобич в гіллі, корі, моху або мертвому листі.
Оливкові танагри-потрост годуються в невеликих гуртах з птахів одного виду, чисельність яких становить 5–20 особин, або в змішаних зграях. Можливо, складають основу зграй, які годуються в нижньому ярусі лісу на тепуях.

## Розмноження
Особливості розмноження оливкової танагри-потрост вивчено дуже слабко. Ймовірно, представники родини відкладають 1–2 яйця і, можливо, кооперуються під час сезону розмноження, допомагаючи будувати гнізда і вигодовувати пташенят. Кооперативне розмноження часто зустрічається серед птахів, що традиційно відносяться до танагрових, — справжніх (Tangara), сивих (Neothraupis) та рудогорлих тангарів (Cypsnagra), у габій (Habia). Розташування гнізда і використовувані для побудови матеріали розрізняються у різних видів Mitrospingidae.

## Систематика
Вид було описано англійським натуралістом Осбертом Селвіном 1886 року як Eucometis oleaginea на підставі примірників птахів, отриманих з колекції Селвіна і Фредеріка дю Кейна Ґодмана. Довідник The Birds of the World, виділяючи два підвиди, уточнює, що різниця між ними вкрай мала, і пропонує розглядати вид як монотипічний. Міжнародна спілка орнітологів виділяє два підвиди:
- Mitrospingus oleagineus obscuripectus Zimmer & Phelps, 1945 — південний схід Венесуели і північ Бразилії;
- Mitrospingus oleagineus oleagineus (Salvin, 1886) — схід Венесуели і Ґаяна.

1898 року американський орнітолог Роберт Ріджвей виділив рід танагри-потрост (Mitrospingus), який включав тільки темнощоку танагру-потрост (Mitrospingus cassinii). За його словами, новий рід слід віднести до родини в'юркових (Fringillidae), хоча це і викликало в ученого деякі сумніви. 1912 року німецький орнітолог Ганс фон Берлепш відніс до цього роду й оливкову танагру-потрост, що отримала свою сучасну назву. 1936 року австрійський орнітолог Карл Едуард Гелльмайр припустив, що цих птахів можна об'єднати в один вид. Разом з тим вони помітно різняться вокалізацією і поведінкою.
Роди танагри-потрост, зелені танагри (Orthogonys) і червонодзьобі танагри (Lamprospiza) вчені традиційно включали до родини танагрових (Thraupidae). Кіт Баркер (англ. F. Keith Barker) та інші 2013 року оприлюднили результати молекулярних досліджень близько 200 видів американських горобцеподібних птахів з дев'ятьма маховими перами. Побудоване ними філогенетичне дерево показало кілька нових клад або відокремлених груп, багато з котрих було запропоновано виділити в окремі родини. Зокрема, автори праці запропонували виділити роди Mitrospingus, Orthogonys і Lamprospiza, представники яких мешкають переважно в Південній Америці, в родину Mitrospingidae. Дослідники вважають, що представники цієї родини походять від спільного предка темнощокої танагри-потрост і червонодзьобої танагри (Lamprospiza melanoleuca). У праці було також показано сестринське відношення цієї родини до клади танагрових (Thraupidae) і кардиналових (Cardinalidae).